# Тас-Тепе

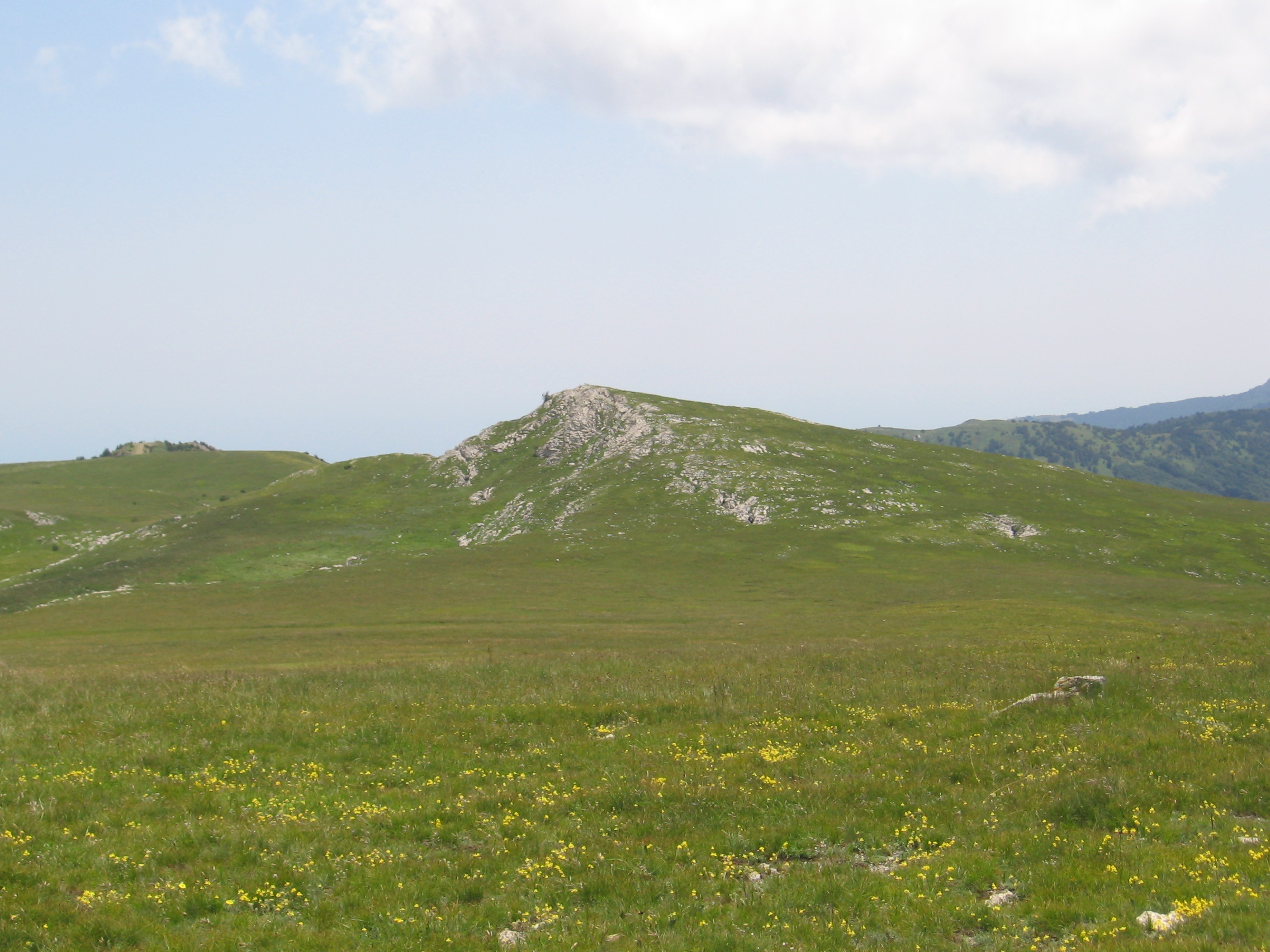
Гора Тас-Тепе. Світлина з Роман-Кош.

Тас-Тепе — гора на Бабуган-яйлі. Розташована поблизу найвищої гори Криму — Роман-Кош. Висота Тас-Тепе 1538 м. Схили гори скелясті. Трав'яний покрив не суцільний. Дерева відсутні.

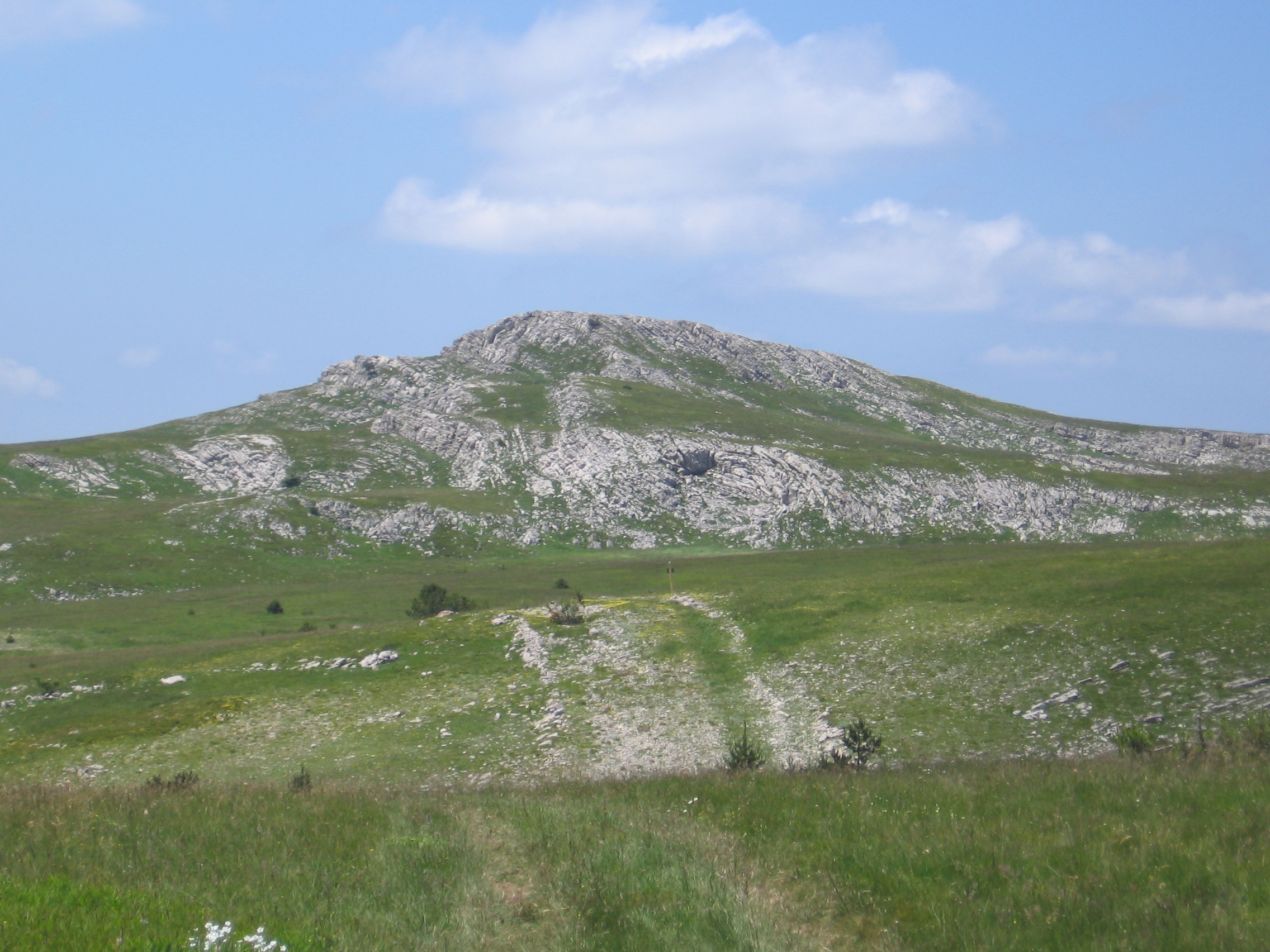
Тас-Тепе. Світлина на шляху на Роман-Кош. Літо 2011 р.
Тас-Тепе на мапі району Бабуган-яйли.